# Ambrosia Software
Ambrosia Software war ein Software-Hersteller und Computerspieleverlag aus Rochester, New York, der hauptsächlich Mac-Software herstellte. Die Software wurde als Shareware vermarktet, von der jeweils 30 Tage funktionsfähige Demoversionen von der Herstellerwebsite heruntergeladen werden konnten.
Wenngleich sein kommerziell erfolgreichste Produkt das Dienstprogramm Snapz Pro X war, so war die Firma doch hauptsächlich als Spielehersteller bekannt.
Unter anderem schuf er die Videospielreihe Escape Velocity (Escape Velocity, Escape Velocity Override und Escape Velocity Nova) und verlegte die Mac-Ausgaben der Titel des unabhängigen Spieleherstellers Introversion Software.

## Geschichte
Die Firma wurde am 18. August 1993 von Andrew Welch gegründet, nachdem er sein Studium am Rochester Institute of Technology absolviert hatte. Das erste Spiel war Maelstrom, welches dem Vorbild des Klassikers Asteroids folgt. Es wurde schnell populär in der Macintosh-Szene und gewann eine Reihe von Software-Preisen.
Dieser erste Erfolg führte zur Veröffentlichung eine Reihe weiterer Spiele, die jeweils das Konzept eines Arcade-Spielklassikers aufgriffen, das mit moderneren Mitteln umgesetzt wurde, zum Beispiel Apeiron (nach Vorbild von Centipede), Bubble Trouble (nach Pengo), und Swoop (nach Galaxian).
Nachdem die Shareware von Ambrosia anfangs ausdrücklich nur Nagware war, wird seit einschließlich des Spiels Ferazel’s Wand (veröffentlicht am 23. Dezember 1999) auf Crippleware gesetzt.
Mit Start des Apple App Store im Sommer 2008 begann Ambrosia Software auf diesem neuen Vertriebsweg auch iPhone- und später dann auch iPad-Spiele anzubieten.
Seit 2017 versuchen die Kunden vergeblich, Kontakt mit "Ambrosia Software" herzustellen. Seit Juli 2019 ist die Website des Entwicklers nicht mehr erreichbar. Die Firma ist offensichtlich nicht mehr existent.

## Trivia
Das inoffizielle Maskottchen von Ambrosia Software ist ein Papagei namens Hector, der auch in dem Shareware-Spiel Escape Velocity auftritt, um den Spieler an das Bezahlen zu erinnern.